# Centaurea trichantha
Centaurea trichantha là một loài thực vật có hoa trong họ Cúc. Loài này được Willd. ex Spreng. mô tả khoa học đầu tiên.